# Дятьково
Дя́тьково (рос. Дятьково) — місто обласного підпорядкування в Російській Федерації, адміністративний центр Дятьковського району Брянської області.
Населення міста станом на 2015 рік становить 27 535 осіб (32,9 тис. в 2008; 33,6 тис. в 2002, 34,4 тис. 1989, 26,8 тис. в 1970, 19,4 тис. в 1959, 17,3 тис. в 1939).

## Географія
Дятьково розташоване серед лісу, на річці Олешня, невеликій притоці річки Болва, басейн Десни.

## Історія
Місто відоме з 1626 року як село. В 1790 році тут збудовано кришталевий завод. Статус міста Дятьково отримало в 1938 році. З жовтня 1941 по вересень 1943 років окуповане німцями. Під час цього завод було повністю зруйновано та відновлено вже після війни.

## Економіка

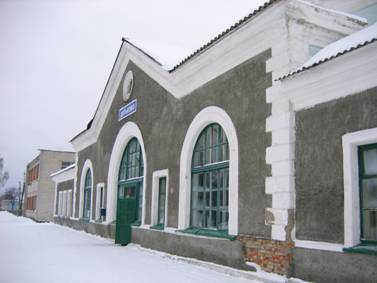
Залізничний вокзал

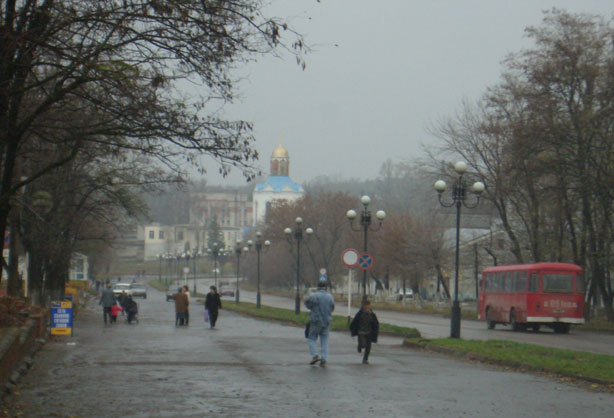
Центральна вулиця Леніна

В місті працюють заводи «Дятьковський кришталь», АТ «Реле», залізобетонних конструкцій, дерев'яних деталей, меблеві фабрики («Катюша» є однією з найбільших в Росії), підприємства харчової промисловості. В околицях ведеться видобуток скляних пісків та глини.
Діють 4 школи та індустріальний технікум.

## Видатні місця
- Церква Неопалимої Купини (2003)
- Музей кришталю та музей партизанської слави
- Парк за Палацом культури
- Джерело «Три колодязі» в лісі

## Видатні уродженці
Дмитро Вікторович Чигринов (1983-2014) - кавалер ордену Богдана Хмельницького III ступеня (посмертно).